# Zygothrica tambopata
Zygothrica tambopata är en tvåvingeart som beskrevs av David Grimaldi 1987. Zygothrica tambopata ingår i släktet Zygothrica och familjen daggflugor. Inga underarter finns listade i Catalogue of Life.